# Phiên họp chung Quốc hội Hoa Kỳ
Phiên họp chung của Quốc hội Hoa Kỳ là phiên họp triệu tập các thành viên của cả hai viện trong Quốc hội: Thượng viện và Hạ viện. Phiên họp chung có thể được tổ chức vào bất kỳ dịp đặc biệt nào, nhưng bắt buộc phải được tổ chức khi tổng thống đọc Diễn văn Liên bang, để kiểm đếm và xác nhận các phiếu bầu của Đại Cử tri đoàn trong cuộc bầu cử tổng thống hoặc khi triệu tập nhân dịp lễ nhậm chức tổng thống. Một cuộc họp chung là một dịp nghi lễ hoặc chính thức và không thực hiện bất kỳ chức năng lập pháp nào, và không có nghị quyết nào được đề xuất cũng như bỏ phiếu.
Các phiên họp chung thường được tổ chức tại Phòng của Hạ viện, và theo truyền thống do Chủ tịch Hạ viện chủ trì. Tuy nhiên, Hiến pháp yêu cầu phó tổng thống (với tư cách là Chủ tịch Thượng viện) chủ trì việc kiểm phiếu đại cử tri.

## Kiểm phiếu bầu Tổng thống
Tu chính án thứ mười hai kể từ năm 1804 đã quy định rằng phó tổng thống, với tư cách là Chủ tịch Thượng viện, nhận những phiếu bầu của Đại Cử tri đoàn, và sau đó, với sự có mặt của Thượng viện và Hạ viện, sẽ mở các phiên đếm phiếu kín. Đạo luật về số lượng cử tri năm 1887 yêu cầu các phiếu bầu phải được kiểm đếm trong một phiên họp chung vào ngày 6 tháng 1 sau cuộc họp của các đại cử tri tổng thống. Đạo luật cũng quy định rằng Chủ tịch Thượng viện chủ trì phiên họp. Tu chính án thứ 20 hiện quy định rằng Quốc hội mới được bầu sẽ kiểm phiếu. Cho đến năm 1936, Quốc hội sắp mãn nhiệm kiểm phiếu đại cử tri.
Phiên họp kiểm phiếu đại cử tri được tổ chức vào lúc 1 giờ trưa Giờ miền Đông ngày 6 tháng 1 tại Hạ viện. Phó Tổng thống sẽ làm chủ tọa, nhưng trong một số trường hợp, Chủ tịch Thượng viện tạm quyền chủ toạ thay thế. Thượng viện mang đến hai chiếc hộp bằng gỗ gụ chứa phiếu bầu được chứng nhận của mỗi bang và đặt chúng trên bàn trước mặt các thượng nghị sĩ và các hạ nghị sĩ. Mỗi viện cử ra hai kiểm viên để kiểm phiếu. Những tờ giấy chứng nhận két quả được đọc cho từng tiểu bang, theo thứ tự bảng chữ cái. Các thành viên của Quốc hội có thể phản đối việc kiểm phiếu của bất kỳ bang nào, với điều kiện là sự phản đối đó được ít nhất một thành viên của mỗi viện trong Quốc hội ủng hộ. Sự phản đối sẽ thành công được theo sau bởi các cuộc tranh luận riêng biệt và bỏ phiếu phản đối trong mỗi phòng của Quốc hội. Cuộc bỏ phiếu thành công của cả hai viện sẽ loại bỏ số phiếu bầu của tiểu bang đó.
Những sự phản đối đối với việc kiểm phiếu đại cử tri hiếm khi được nêu ra và chỉ có bốn người đã thành công kể từ khi thủ tục hiện tại được thực hiện bởi Đạo luật về số phiếu đại cử tri, hai do đảng Dân chủ khởi xướng và hai do đảng Cộng hòa khởi xướng. Lần đầu tiên là vào năm 1969 liên quan đến cuộc bỏ phiếu của đại cử tri bất tín Lloyd W. Bailey ở Bắc Carolina, người đã cam kết bỏ phiếu cho Richard Nixon nhưng thay vào đó lại bỏ phiếu cho George Wallace . Sự phản đối của Thượng nghị sĩ Edmund Muskie của Maine và Hạ nghị sĩ của Michigan James G. O'Hara sau đó đã thất bại. Lần thứ hai là vào năm 2005, khi Hạ nghị sĩ Stephanie Tubbs Jones từ Ohio cùng với Thượng nghị sĩ Barbara Boxer từ California phản đối toàn bộ đại cử tri từ Ohio sau những tranh cãi liên quan đến việc bỏ phiếu tại tiểu bang trong cuộc bầu cử tổng thống Hoa Kỳ năm 2004 . Sự phản đối đã bị đánh bại bởi tỷ lệ chênh lệch rộng rãi trong Hạ viện và Thượng viện. Lần thứ ba và thứ tư xảy ra vào năm 2021, Hạ nghị sĩ Paul Gosar của (AZ-4) và Thượng nghị sĩ Ted Cruz của Texas phản đối chứng nhận phiếu đại cử tri từ cuộc bầu cử ở Arizona, lần còn lại, Hạ nghị sĩ Scott Perry ( PA-10 ) và Thượng nghị sĩ Josh Hawley (Missouri) phản đối chứng nhận phiếu đại cử tri Pennsylvania. Cả hai phản đối đều bị đánh bại bởi tỷ lệ chênh lệch lớn tại Hạ viện và Thượng viện, mặc dù hơn 125 đảng viên Cộng hòa đã bỏ phiếu phản đối.
Đáng chú ý, các thành viên đảng Dân chủ trong Hạ viện đã cố gắng phản đối việc chứng nhận số phiếu đại cử tri từ cuộc bầu cử tổng thống năm 2000, với phó tổng thống sắp mãn nhiệm và ứng cử viên tổng thống của đảng Dân chủ Al Gore đã bỏ qua nhiều phản đối về cuộc bầu cử gây tranh cãi từ Florida do thiếu thượng nghị sĩ ủng hộ. Tương tự, vào năm 2017, các hạ nghị sĩ Dân chủ đã cố gắng không thành công để phản đối các cuộc bỏ phiếu đại cử tri từ nhiều bang sau cuộc bầu cử tổng thống năm 2016. 
Nếu không có ý kiến phản đối hoặc tất cả các ý kiến phản đối đều bị bác bỏ, viên chức chủ tọa sẽ tuyên bố kết quả của cuộc bỏ phiếu và cho biết ai là người được bầu làm tổng thống và phó tổng thống.

## Diễn văn Liên bang
Vào một thời điểm nào đó trong hai tháng đầu tiên của năm, theo thông lệ, tổng thống sẽ đọc Diễn văn Liên bang, một bài phát biểu trong đó đánh giá tình hình của đất nước và chương trình lập pháp của tổng thống được phác thảo. Bài phát biểu được mô phỏng theo Bài phát biểu từ ngai vàng, do quốc vương Anh đưa ra. Có một sự khác biệt lớn, ở chỗ tổng thống là tác giả chính của bài diễn văn Liên bang, trong khi Bài phát biểu từ ngai vàng theo thông lệ được viết bởi thủ tướng .
Hiến pháp Hoa Kỳ yêu cầu tổng thống "đôi khi phải cung cấp cho Quốc hội Thông tin của Liên bang," nhưng không chỉ rõ thông tin đó nên được đưa ra trong một bài phát biểu hay một báo cáo bằng văn bản. Hai tổng thống đầu tiên, George Washington và John Adams, đã trực tiếp đọc bài phát biểu trước cả hai viện của Quốc hội, nhưng thông lệ đó đã bị chấm dứt bởi Thomas Jefferson, người cho rằng nó quá quân chủ và thay vào đó đã gửi báo cáo bằng văn bản. Các báo cáo bằng văn bản được gửi cho đến năm 1913, khi Woodrow Wilson thiết lập lại thông lệ tổng thống tham dự phiên họp chung để phát biểu Diễn văn Liên bang. Kể từ đó, trong một số trường hợp, tổng thống đã trình bày một báo cáo bằng văn bản, thường là vì lý do y tế.

## Đối tượng khác của các phiên họp chung

### Lễ nhậm chức của Phó Tổng thống
Vào ngày 12 tháng 10 năm 1973, Lãnh đạo Thiểu số Hạ viện Gerald Ford đựoc Tổng thống Richard Nixon đề cử cho chức phó tổng thống theo Tu chính án 25 kế nhiệm Spiro Agnew đã từ chức trước đó. Đến ngày 6 tháng 12 cùng năm, khi cả hai viện đều xác nhận đồng ý đề cử của Nixon, Ford tuyên thệ ở Hội trường Hạ viện trước sự chứng kiến của lưỡng viện Hoa Kỳ.

### Chức sắc nước ngoài

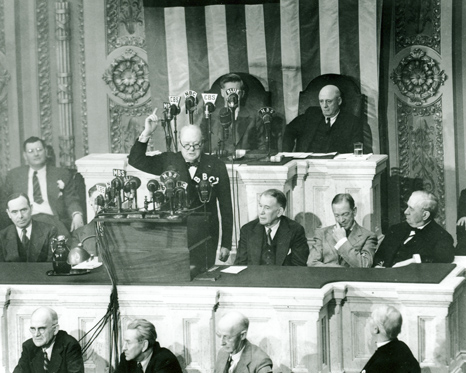
Thủ tướng Anh Winston Churchill phát biểu trước Quốc hội Hoa Kỳ năm 1943, ngồi sau ông là Phó Tổng thống Henry Walace và Chủ tịch Hạ viện Sam Rayburn

Phiên họp chung đã được tổ chức hơn một trăm lần để cho phép các nguyên thủ quốc gia hoặc người đứng đầu chính phủ nước ngoài phát biểu trước Quốc hội. Lãnh đạo của 48 quốc gia đã phát biểu trước Quốc hội tại một cuộc họp chung: Pháp dẫn đầu danh sách với 9 bài phát biểu chung của các nguyên thủ quốc gia hoặc các chức sắc khác. Các quốc gia theo sau khác là: Israel (8), Vương quốc Anh (8), Mexico (7), Ấn Độ (6), Ý (6), Ireland (6), Hàn Quốc (6), Đức (5), Úc (4), Canada (3), Argentina (3) và Philippines (3). Thủ tướng Israel Benjamin Netanyahu và Thủ tướng Vương quốc Anh Winston Churchill từng có ba bài phát biểu chung trước Quốc hội, nhiều hơn bất kỳ chức sắc nước ngoài nào khác (Netanyahu: 1996, 2011, 2015; Churchill: 1941, 1943, 1952). Thủ tướng Israel Yitzhak Rabin đã phát biểu hai lần (1976 và 1994) cũng như Nelson Mandela của Nam Phi (1990 và 1994).

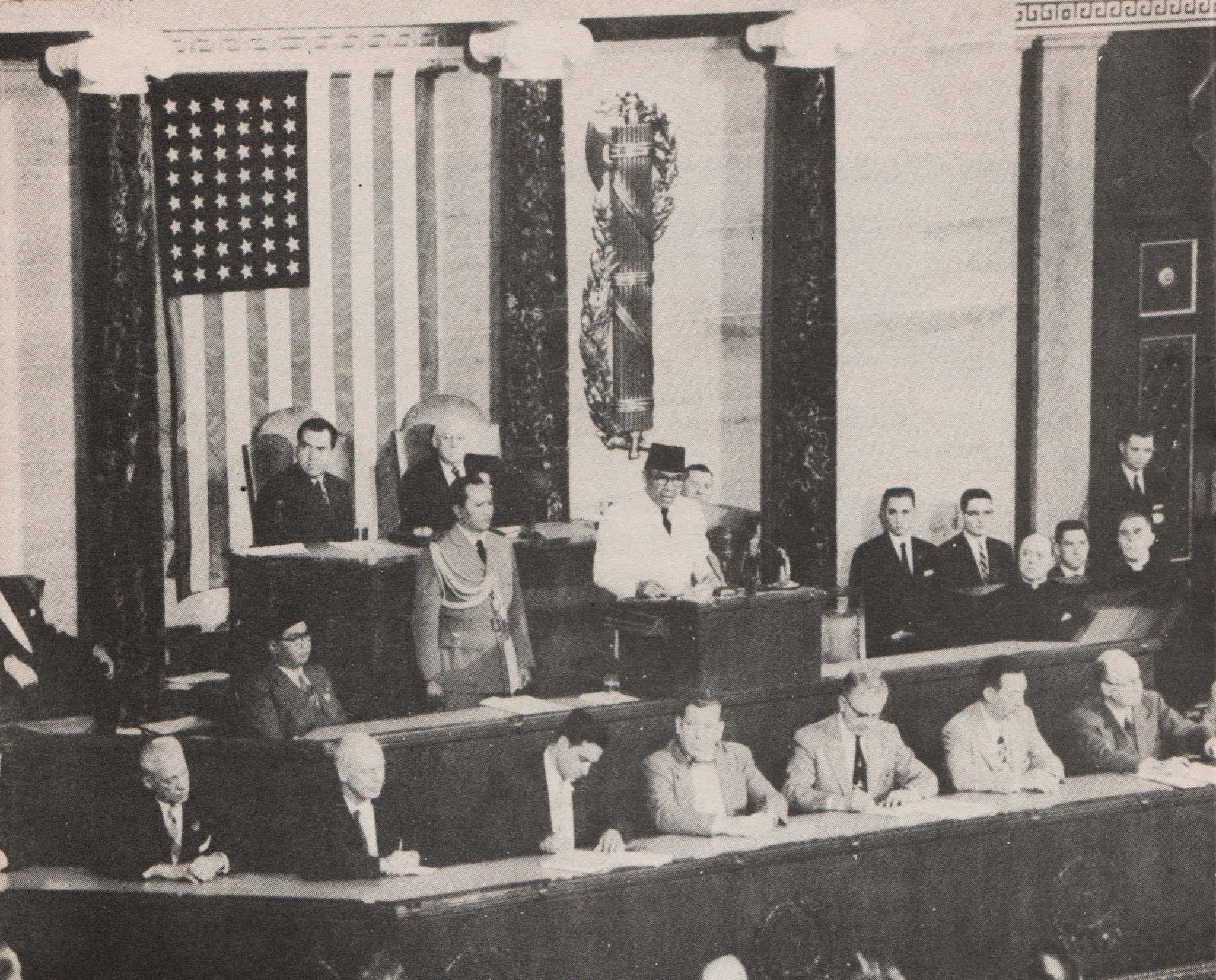
Tổng thống Indonesia Surkarno phát biểu trước Quốc hội Hoa Kỳ năm 1956, ngồi sau ông là Phó Tổng thống Richard Nixon và Chủ tịch Hạ viện Sam Rayburn

Chức sắc nước ngoài đầu tiên phát biểu tại một phiên họp chung của Quốc hội là Đại sứ André de La Boulaye của Pháp, người đã phát biểu tại một phiên họp chung vào ngày 20 tháng 5 năm 1934, để tưởng nhớ một trăm năm ngày mất của Hầu tước de Lafayette . Người không có chức sắc đầu tiên phát biểu tại một phiên họp chung của Quốc hội là lãnh đạo Đoàn kết Ba Lan Lech Wałęsa vào năm 1989. Nelson Mandela, lúc đó là phó chủ tịch của Đại hội Dân tộc Phi đã phát biểu tại một phiên họp chung vào năm 1990.
Hai lần phiên họp chung có sự tham gia của các chức sắc từ hai quốc gia: Vào ngày 18 tháng 9 năm 1978, khi Tổng thống Ai Cập Anwar Sadat và Thủ tướng Israel Menachem Begin phát biểu trước Quốc hội, và vào ngày 26 tháng 7 năm 1994, khi Quốc hội nghe phát biểu từ Quốc vương Hussein của Jordan. và Thủ tướng Israel Yitzhak Rabin .
John Howard, Thủ tướng Úc, ban đầu đã được lên kế hoạch phát biểu trước Quốc hội vào ngày 12 tháng 9 năm 2001, nhưng bài phát biểu của ông đã bị hoãn lại do vụ khủng bố ngày 11 tháng 9 một ngày trước đó. Phát biểu của Howard được dời lại vào ngày 12 tháng 6 năm 2002, nơi ông nói về các vụ tấn công mà ông đã chứng kiến 9 tháng trước đó. Howard đã được hoan nghênh nhiệt liệt và mô tả sự kiện này là một "khoảnh khắc xúc động." 
Các bài phát biểu gần đây nhất của các chức sắc nước ngoài đã được Tổng thống Pháp Emmanuel Macron đưa ra vào ngày 25 tháng 4 năm 2018, Thủ tướng Ấn Độ Narendra Modi vào ngày 8 tháng 6 năm 2016 và Giáo hoàng Francis vào ngày 24 tháng 9 năm 2015. Giáo hoàng không phát biểu tại phiên họp chung với tư cách là một chức sắc tôn giáo mà với tư cách là một nguyên thủ quốc gia.

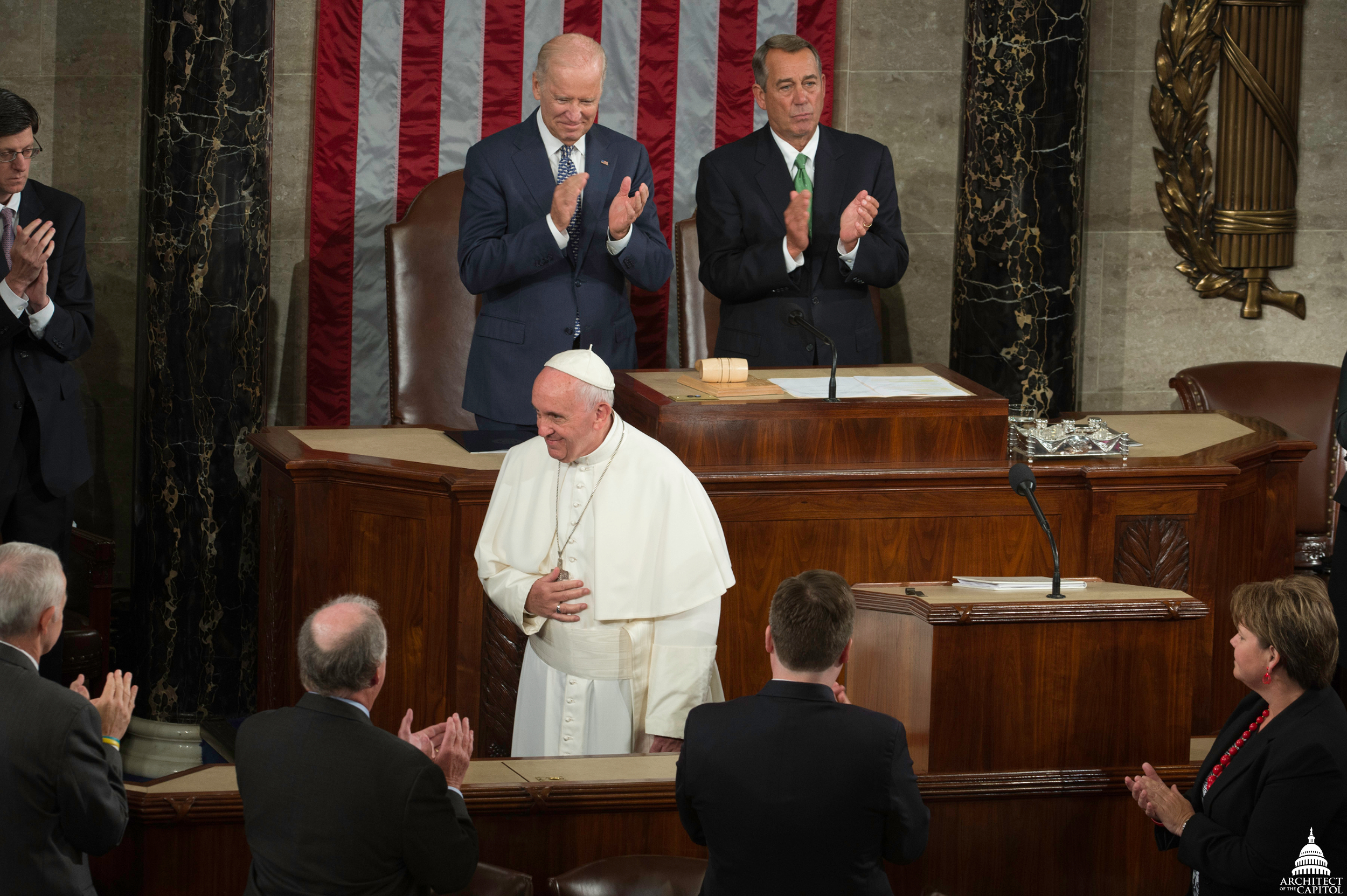
Giáo hoàng Phanxicô phát biểu trước Quốc hội Hoa Kỳ năm 2015, ngồi sau ông là Phó Tổng thống Joe Biden và Chủ tịch Hạ viện John Boehner

Tất cả các nguyên thủ quốc gia và người đứng đầu chính phủ nước ngoài được trình diện chính thức trước Quốc hội theo cách thức tương tự như tổng thống trong Diễn văn Liên bang và được Chủ tịch Hạ viện giới thiệu bằng cách xưng hô ngoại giao, sau đó là tên và chức vụ tương ứng của họ.

### Bài phát biểu khác của tổng thống
Ngoài Diễn văn Liên bang, tổng thống còn phát biểu trước Quốc hội về các chủ đề cụ thể. Bài phát biểu đầu tiên như vậy do John Adams đưa ra về mối quan hệ của Hoa Kỳ với Pháp. Các chủ đề phổ biến nhất cho các địa chỉ như vậy là các vấn đề kinh tế, quân sự và chính sách đối ngoại.
Ngoài việc mang lại truyền thống đưa ra một bài phát biểu của Liên bang, Woodrow Wilson là tổng thống đầu tiên kể từ sau John Adams phát biểu trước Quốc hội về các chủ đề cụ thể. Ông đã có 17 bài phát biểu như vậy, nhiều hơn bất kỳ tổng thống nào khác.

### Lãnh đạo quân sự
Các phiên họp chung đôi khi được triệu tập để nghe các bài phát biểu của các tướng lĩnh, đô đốc hoặc các nhà lãnh đạo quân sự khác. Có lẽ ví dụ đáng chú ý nhất là bài diễn văn từ biệt Quốc hội của Douglas MacArthur. Trong phần kết của bài phát biểu, ông nhắc lại một bài hát quân đội cũ có câu "Những người lính già không bao giờ chết; họ chỉ tàn lụi". Sau đó ông nói, “Và giống như người lính cũ của bản ballad đó, giờ tôi đã khép lại cuộc đời binh nghiệp của mình và chỉ lụi tàn, một người lính già đã cố gắng làm nghĩa vụ của mình như Chúa đã cho anh ta ánh sáng để nhìn thấy nghĩa vụ đó. Tạm biệt".

### Phi hành gia
Sáu lần trong những năm đầu tiên của Kỷ nguyên Không gian, Quốc hội đã cùng nhau nhóm họp để giải quyết vấn đề của các phi hành gia sau các chuyến đi của họ trong không gian.

### Lễ kỷ niệm
Chín lần, Quốc hội đã cùng nhóm họp để tổ chức lễ tưởng niệm một tổng thống hoặc cựu tổng thống đã khuất. Quốc hội cũng đã nhóm họp để tưởng nhớ Phó Tổng thống James Sherman và Hầu tước de Lafayette .

### Ngày kỷ niệm
Quốc hội đôi khi nhóm họp để kỷ niệm của một sự kiện lịch sử hoặc sinh nhật của tổng thống. Sự kiện đầu tiên như vậy là kỷ niệm một trăm năm lễ nhậm chức đầu tiên của George Washington vào năm 1789. Quốc hội đã nhóm họp để đánh dấu 100 năm ngày sinh của mọi tổng thống kể từ Franklin Delano Roosevelt, ngoại trừ Lyndon Johnson .

## Các phiên họp chung lịch sử
- Lần đầu tiên diễn ra một phiên họp chung là vào ngày 6 tháng 4 năm 1789, tại Hội trường Liên bang ở Thành phố New York trong kỳ Quốc hội khoá 1, để kiểm phiếu đại cử tri .
- Vào ngày 8 tháng 12 năm 1941, một ngày sau cuộc tấn công Trân Châu Cảng, Tổng thống Franklin D. Roosevelt đã đưa ra " Bài diễn văn ô nhục " trước một phiên họp chung của Quốc hội. Chưa đầy một giờ sau, Quốc hội chính thức ra tuyên chiến chống Nhật và chính thức đưa Mỹ vào Thế chiến thứ hai . Bài diễn văn này được coi là một trong những bài diễn văn chính trị nổi tiếng nhất của Mỹ trong thế kỷ 20.[22]
- Vào ngày 15 tháng 3 năm 1965, Tổng thống Lyndon Johnson, sau khi chứng kiến những người tuần hành bị đánh đập trong sự kiện "Ngày Chủ nhật đẫm máu" trong cuộc tuần hành đầu tiên từ Selma đến Montgomery, đã kêu gọi Quốc hội viết và thông qua Đạo luật Quyền bỏ phiếu . Trong bài phát biểu này, Johnson đã sử dụng từ "Chúng ta sẽ vượt qua".
- Vào ngày 20 tháng 9 năm 2001, Tổng thống George W. Bush đã có một bài phát biểu trước một phiên họp chung của Quốc hội để đáp trả các cuộc tấn công ngày 11 tháng 9 .[23][24]
- Vào ngày 6 tháng 1 năm 2021, trong  lúc Phiên họp chung của Quốc hội đang được triệu tập để kiểm phiếu đại cử tri cho chiến thắng trong cuộc bầu cử tổng thống năm 2020 của Joe Biden, một đám đông bạo loạn ủng hộ Tổng thống sắp mãn nhiệm Donald Trump đã xông vào và phá hoại tòa nhà Capitol. Bốn kẻ bạo loạn, một trong số đó đã bị bắn bởi Cảnh sát Capitol, và một cảnh sát Capitol đã chết. Phiên họp chung tiếp tục vào tối hôm đó, kéo dài sang sáng sớm ngày hôm sau.[25]

### Cuộc họp chung
Vào ngày 18 tháng 12 năm 1874, Kalākaua là người đầu tiên trong lịch sử được Quốc hội Hoa Kỳ tiếp đón trong một cuộc họp chung, trong trường hợp này xảy ra tại Phòng Tổng thống. Điều này khác với một phiên họp chung của Quốc hội, trong đó Hiến pháp Hoa Kỳ yêu cầu một nghị quyết chung và thường được sử dụng cho các bài phát biểu chính thức. Các cuộc họp chung của Quốc hội là rất hiếm, và một cuộc họp khác đã không được triệu tập cho đến năm 1900.